# Janosch Dahmen

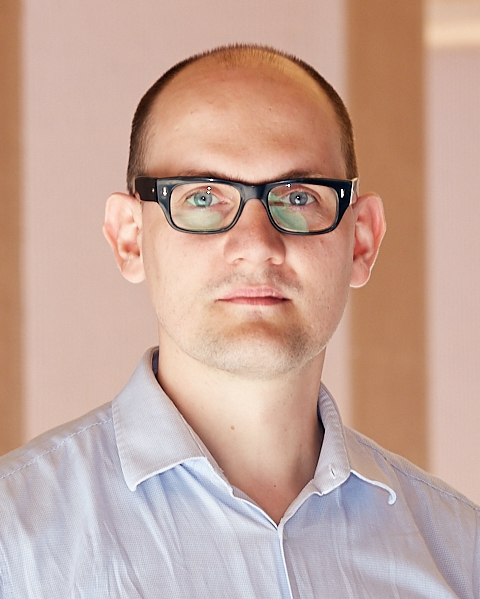
Janosch Dahmen (2020)

Janosch Dahmen (* 6. September 1981 in West-Berlin) ist ein deutscher Arzt, Politiker (Bündnis 90/Die Grünen) und seit November 2020 Abgeordneter im Bundestag.

## Leben und Ausbildung
Dahmen wuchs als ältestes von drei Geschwistern in einem genossenschaftlichen Wohnprojekt in Berlin-Kreuzberg als Sohn einer Hausärztin und eines Bankers auf. Nach dem Abitur studierte er zunächst Politikwissenschaften in Innsbruck und Berlin und später Humanmedizin in Witten/Herdecke, Beirut und San Diego. Nach Staatsexamen und Promotion folgte ab 2011 die Facharztweiterbildung zum Unfallchirurgen und Spezialisierung zum Notfallmediziner am BG Klinikum Duisburg mit anschließender Tätigkeit als Ärztlicher Leiter des Luftrettungszentrums Christoph 9.
Ab 2018 war er bis November 2020 Oberarzt für die Ärztliche Leitung des Rettungsdienstes Berlin bei der Berliner Feuerwehr sowie im Bereich Luftrettung und Digitalisierung des Rettungsdienstes. Sein wohl bekanntester Patient war kurzzeitig der wegen eines Giftanschlags aus Russland nach Deutschland eingeflogene Oppositionelle Alexej Nawalny.
Ende August 2023 erlitt er bei Bauarbeiten in seinem Haus in Nordbrandenburg schwere Unfallverletzungen, die einen Transport per Rettungshubschrauber in ein Berliner Krankenhaus erforderten.
Dahmen ist verheiratet und Vater von drei Kindern.

## Politischer Werdegang
Dahmen ist seit 1998 Mitglied von Bündnis 90/Die Grünen. Nach der Kommunalwahl in Nordrhein-Westfalen 2009 wurde Dahmen in den Rat der Stadt Witten gewählt, dem er bis 2014 angehörte. Von 2010 bis 2018 war Dahmen Mitglied im Landesvorstand von Bündnis 90/Die Grünen in Nordrhein-Westfalen. Er kandidierte 2013 und 2017 auf der Bundestagswahlliste in Nordrhein-Westfalen. Am 12. November 2020 rückte er für Katja Dörner in den Bundestag nach, die ihr Amt als Oberbürgermeisterin von Bonn antrat.
Dahmen wurde im März 2021 von seiner Partei zum Direktkandidaten im Wahlkreis Hagen – Ennepe-Ruhr-Kreis I für die Bundestagswahl 2021 aufgestellt. Mitte April wurde er von der Landesdelegiertenkonferenz auf Platz 24 der grünen Bundestagswahlliste für Nordrhein-Westfalen gewählt, über den er bei der Bundestagswahl im September 2021 erneut in den Bundestag einzog. Für die Bundestagswahl 2025 wurde Dahmen auf Platz 18 der grünen Landesliste NRW gewählt. Er zog über seinen Listenplatz wieder in den Bundestag ein. Dort ist er gesundheitspolitischer Sprecher seiner Fraktion und Mitglied des Gesundheitsausschusses. Zudem ist er stellvertretendes Mitglied im Verteidigungsausschuss.
Er war Mit-Initiator eines gescheiterten Antrags für eine allgemeine Impfpflicht gegen COVID-19 ab 18 Jahren. Er vermutete hinter der Veröffentlichung der Protokolle des RKI-Krisenstabs „ausländische Nachrichtendienste“, deren Ziel eine gesellschaftliche Spaltung sei.

## Weitere Funktionen
Dahmen ist Mitglied in mehreren medizinischen Fachgesellschaften. Er ist seit 2010 Mitglied im Aufsichtsrat und der Fakultät für Gesundheit der Universität Witten/Herdecke.